# Осока заяча
Осока заяча (Carex leporina) — вид рослин родини осокові (Cyperaceae), поширений у пн.-зх. Африці, Європі, Азії, заході Канади й США.

## Опис
Багаторічна трав'яниста рослина 10–70(80) см заввишки. Листки ≈3 мм завширшки. Відновлення пагонів внутрішньопіхвове, нижні міжвузля пагонів видовжені. Суцвіття довгасте, 2–4(5) см завдовжки. Мішечки на краях (кілях) з вузьким зазубреним перетинчастим крилом, плоско-опуклі, дещо сплощені, коричневі, з тонкими жилками і 2-зубчастим, на краях шорстким носиком. Покривні луски квіток довгасті, загострені, коричневі, з вузькою зеленою смужкою і перетинчастими краями.

## Поширення
Поширений у пн.-зх. Африці, Європі, Азії, заході Канади й США; натуралізований на сході Канади й США, Австралії й Новій Зеландії.
В Україні вид зростає На рівнинних і високогірних луках, в світлих лісах, уздовж доріг — на всій території звичайний.

## Галерея

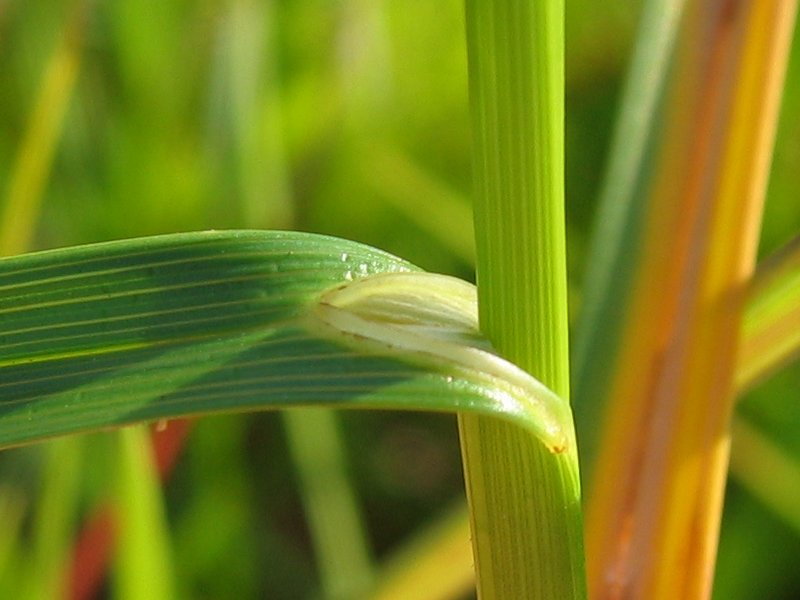
основа листка
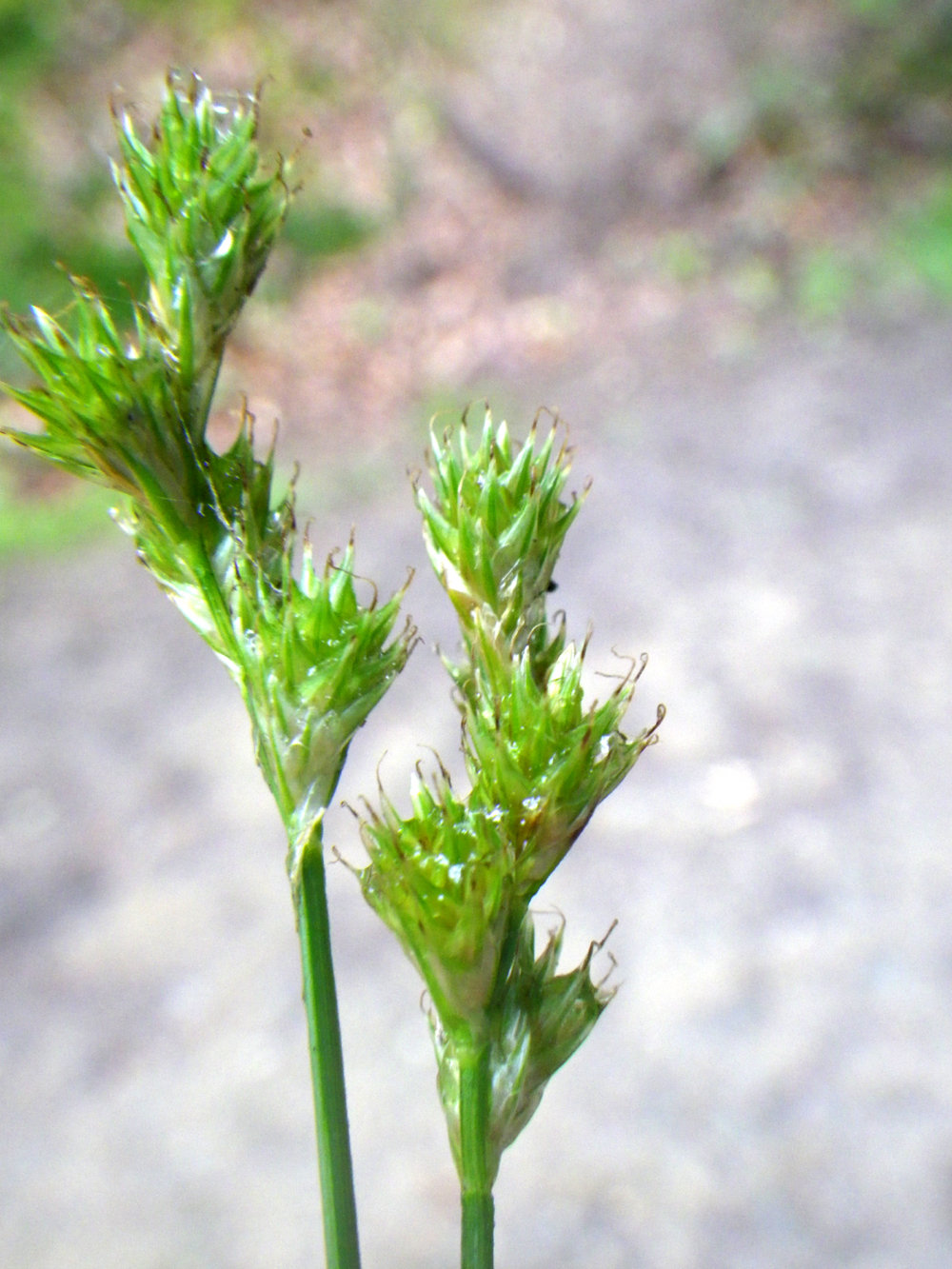
суцвіття
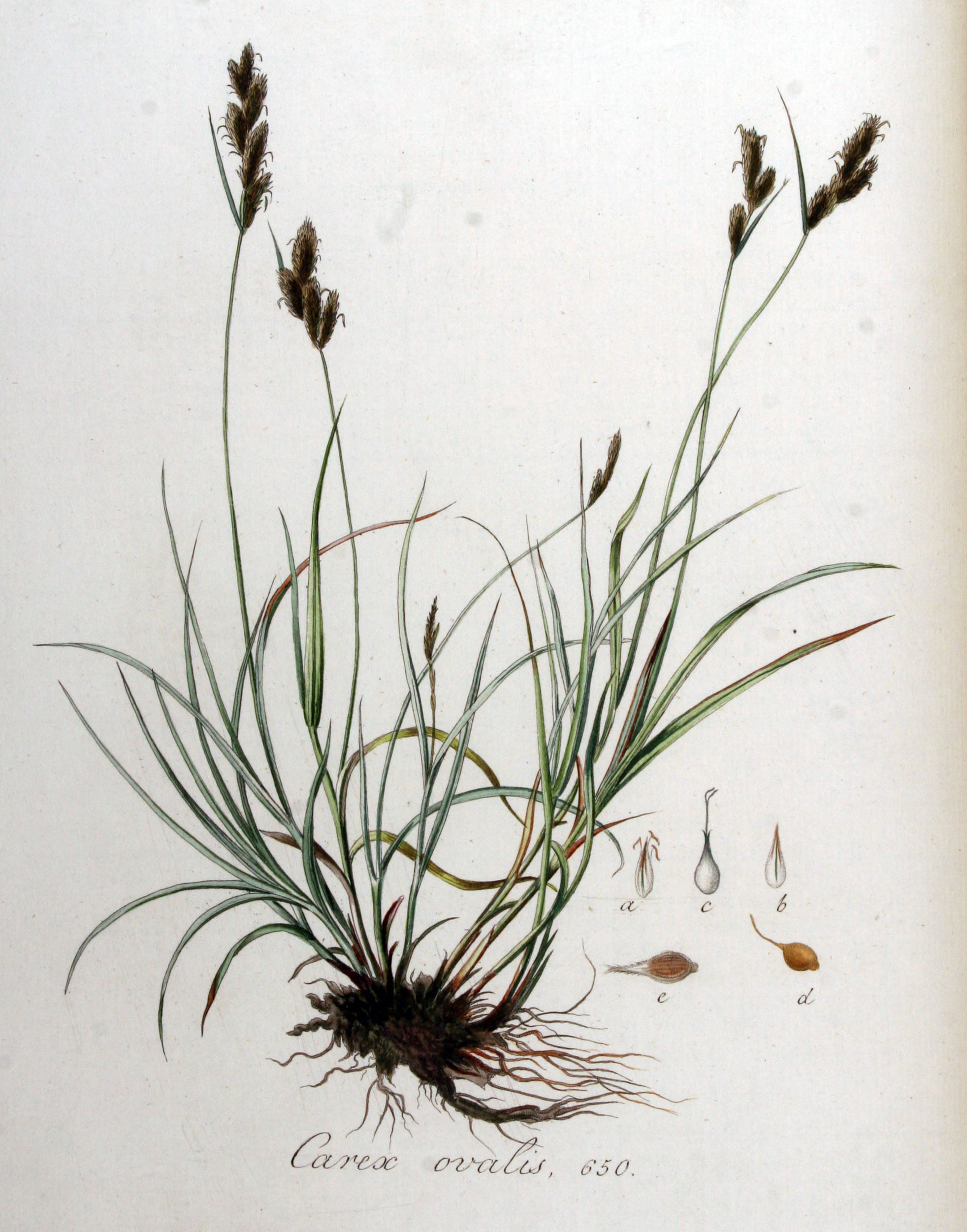
ілюстрація